# Kurchatov
Kurchatov (russo: Курчатов )? é uma cidade do oblast de Kursk, na Rússia, centro admnistrativo do raion homónimo. Encontra-se a orlas do rio Seim (à altura do barragem de Kursk), a 37 km (46 km por estrada) ao oeste de Kursk, a capital do oblast. A sua população atingia os 47.060 habitantes em 2010.

## História
A cidade de Kurchatov foi fundada em 1968 a raiz da construção da central nuclear de Kursk. Tem status de assentamento de tipo urbano desde 1971 e de cidade desde 1983. Foi baptizada em honra do físico soviético Igor Kurchatov (1903-1960).

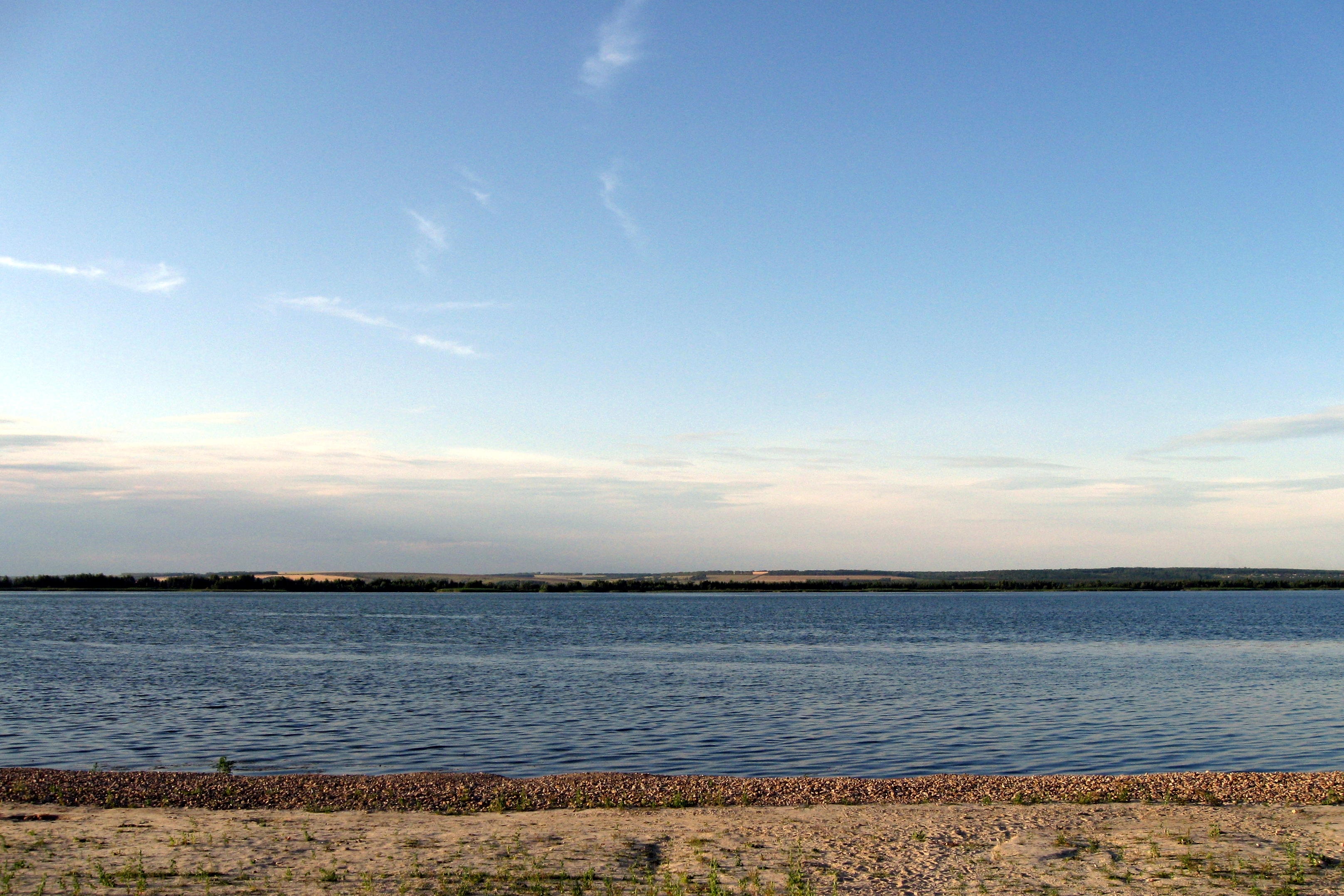
A orlas da barragem de Kursk
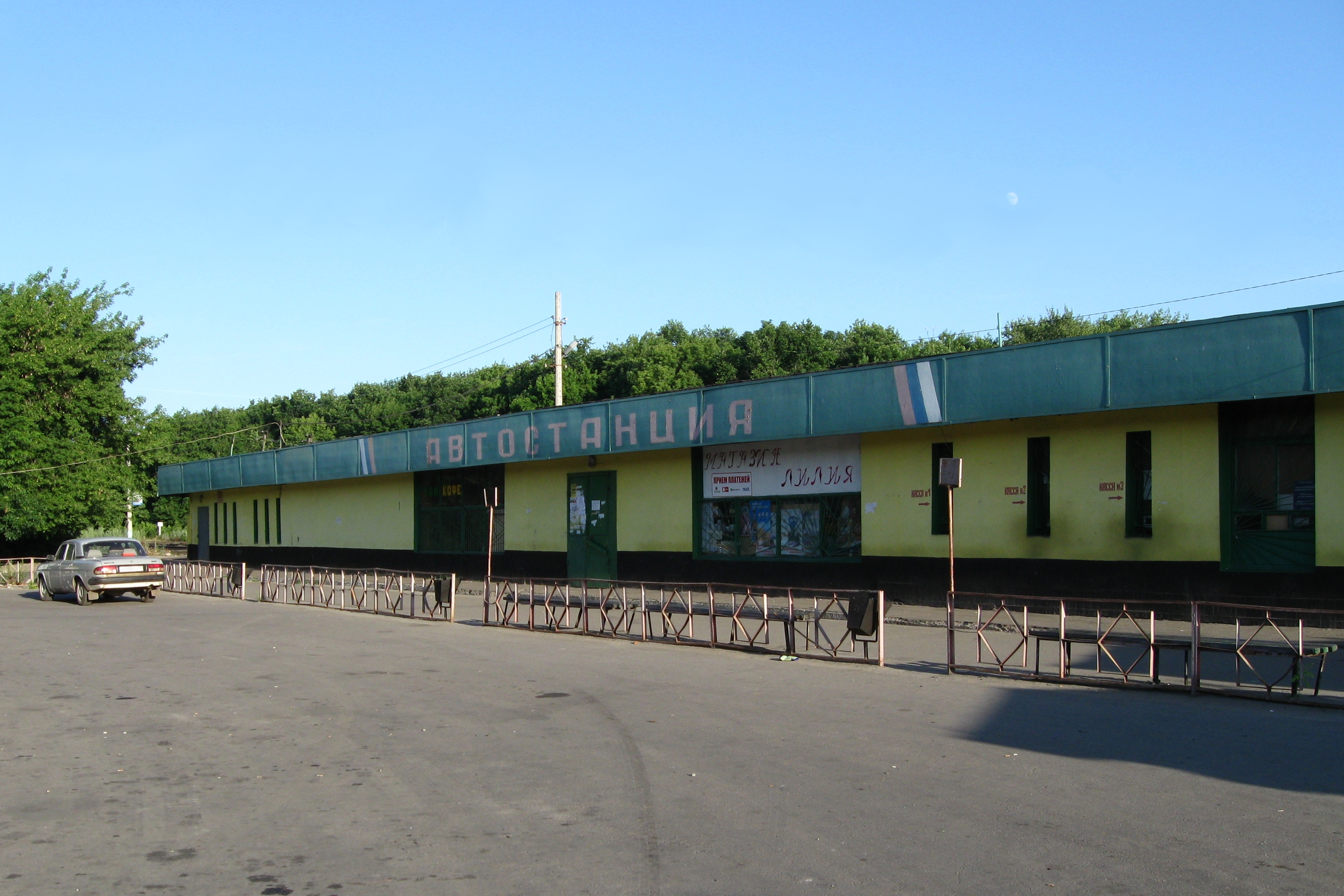
Antiga estação de autocarros e caminho-de-ferro

## Demografia
Fontes:
| 1979   | 1989   | 2002   | 2008   | 2010   |
| ------ | ------ | ------ | ------ | ------ |
| 21 800 | 41 085 | 45 556 | 46 938 | 47 060 |

## Economia e transporte
A atividade económica de Kurchatov baseia-se na central nuclear de Kursk (Курская АЭС), que entrou em funcionamento em 1977. Por outro lado, acham-se em Kurchatov a fábrica Atommash para equipamento da central nuclear e empresas dedicadas aos materiais de construção.
A localidade encontra-se no caminho-de-ferro Moscovo-Kursk-Lgov-Kiev (Ucrânia).